# Myrrha Lot-Borodine
Pour les articles homonymes, voir Lot et Borodine (homonymie).
Myrrha Mirropia Ivanovna Lot-Borodina (1882, Saint-Pétersbourg-1957, Fontenay-aux-Roses est une historienne française d'origine russe.

## Biographie
Médiéviste d'origine russe, épouse de Ferdinand Lot. Le couple a eu trois enfants : Irène Henriette, épouse de l'anthropologue Boris Vildé, Eveline Victoire épouse de Roger Falck, et Marianne Tatiana épouse de Jean-Berthold Mahn.
Orthodoxe proche de Nicolas Berdiaev, elle s'implique dans le dialogue interconfessionnel. À en croire Bernhard Schultze, ses propres travaux sont marqués par « sa propre expérience spirituelle ». Proche de Marie Skobtsov, elle apporte son appui à la cantine des chômeurs organisée par cette dernière.

## Ouvrages
- La Femme dans l'œuvre de Chrétien de Troyes. Thèse pour le doctorat d'Université. A. Picard et fils, 1909
- Le roman russe contemporain (1900-1912), Libraire Léopold Cerf, 1912
- Étude sur le Lancelot en prose (en collaboration avec Ferdinand Lot), H. Champion, 1918
- Trois essais sur le roman de Lancelot du Lac et la Quête du Saint Graal, H. Champion, 1919
- Tristan et Lancelot, Imprimerie Peyriller, Rouchon et Gamon, 1924
- Nicolas Cabasilas : un maître de la spiritualité byzantine au XIVe siècle, Éditions de l'Orante, 1958
- De l'amour profane à l'amour sacré, Nizet, 1961
- La déification de l'homme selon la doctrine des pères grecs (Préface de Jean Daniélou), Cerf, 1970.